# Sztrájk (film, 1925)
A Sztrájk (eredeti cím: Стачка) 1925-ben bemutatott filmdráma, mely Eizenstein első nagyjátékfilmje volt.
...Eizenstein már itt hozzákezdett azoknak a montázsformáknak a megteremtéséhez, amelyek klasszikus tökéletességükben a Patyomkin páncélosban valósultak meg. Ezért később Eizenstein nem alaptalanul állította, hogy első filmje előgyakorlat volt a Patyomkin páncéloshoz.
Egy orosz gyárban az illegális bolsevikok sztrájkot szerveznek, mert egy igazságtalanul tolvajlással vádolt munkás öngyilkos lett. Beindul a titkosrendőrség, a besúgók és provokátorok is.
A film fejezetekre oszlik:
1. На заводе всё спокойно / A gyárban nyugalom van
2. Повод к стачке / A sztrájk kiváltó oka
3. Завод замер / Leáll a gyár
4. Стачка затягивается / A sztrájk elnyúlik
5. Провокация на разгром / Provokáció és összeomlás
6. Ликвидация / Megsemmisítés